# Quinten
Quinten ist eine Ortschaft und eine Ortsgemeinde der politischen Gemeinde Quarten im Ostschweizer Kanton St. Gallen. Die abgeschiedene Siedlung am Nordufer des Walensees ist nur zu Fuss oder mit dem Schiff erreichbar. Durch seine hohe Anzahl Sonnenstunden und die wenigen Eistage wird Quinten als Gandria der Ostschweiz bezeichnet und gehört mit zu den wärmsten Orten der Schweiz.

## Geschichte

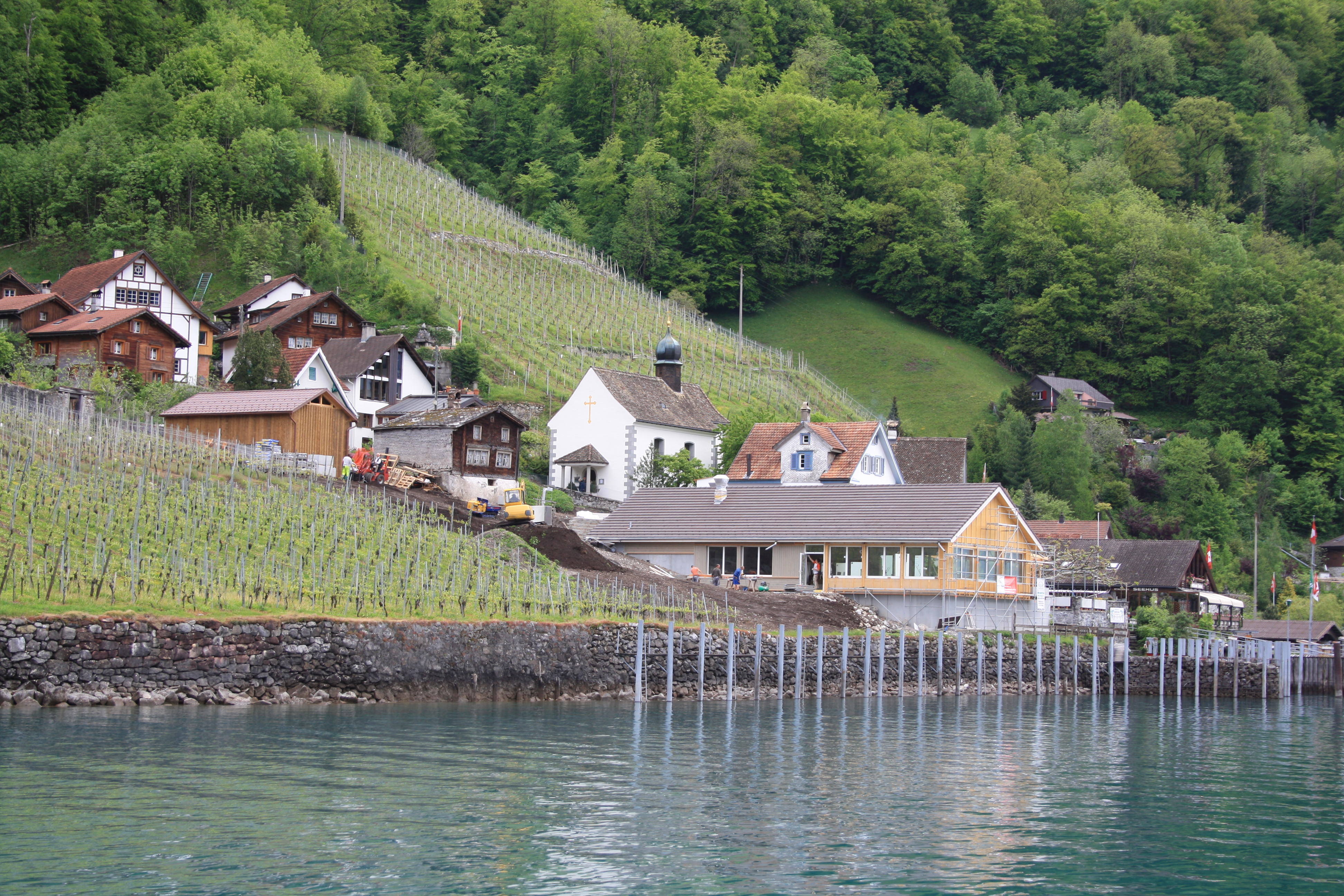
Quinten mit Kapelle St. Bernhard

Quinten in einer Luftaufnahme von Walter Mittelholzer aus dem Jahr 1927

Trotz römischen Münzfunden bleibt die frühe Geschichte ungewiss. Der Name (quint zu lateinisch quintus und rätoromanisch quint, der Fünfte) dürfte von der Hofnummerierung der bischöflichen Verwaltung in Chur stammen. Das Kloster Pfäfers verfügte ab dem 9. Jahrhundert über Grundbesitz. Im 13. Jahrhundert wurde Quinten vom Hof Quarten, der nach Walenstadt pfarrgenössig war, verwaltet und kirchlich betreut. Vor 1438 gehörte Quinten zur österreichischen Herrschaft Windegg, danach zur Landvogtei Gaster. 1523 wurde Quinten Teil der Pfarrei Quarten, die sich im selben Jahr von Walenstadt löste. Die spätmittelalterliche St.-Bernhards-Kapelle am Seeufer wich 1765 einem Neubau im Dorf.
Die Genosssame erscheint urkundlich im 16. Jahrhundert. Aus dem Jahr 1549 ist Streit mit Murg über Holzhaurechte in Quinten überliefert. Weide-, Wald- und Alpnutzung bildeten bis Mitte des 20. Jahrhunderts die Lebensgrundlage. Die Bergwälder und die Alp Säls unterhalb der Churfirsten sind im Besitz der Ortsbürger. Die Gründung der Schiffbauerei Quinten 1910 blieb ohne nachhaltige Entwicklung. Ohne Bahn- und Strassenverbindung machte Quinten weder die Industrialisierung noch den wirtschaftlichen Aufschwung nach dem Zweiten Weltkrieg mit. Auswanderung führte zur fast vollständigen Aufgabe des Dorfes. Die Schule wurde 1972 geschlossen. Der 1960 gegründete Schiffbetrieb Walensee machte das Dorf zum Zentrum der Walenseeschifffahrt. Die folgende starke Zunahme des Tourismus brachte neue Arbeitsplätze ins Dorf. Seit Anfang April 2010 wird die Walenseeschifffahrt von Unterterzen aus geführt. Die Mehrheit der Erwerbstätigen lebte zu Beginn des 21. Jahrhunderts vom Tourismus und vom Rebbau. Die landwirtschaftliche Produktion nimmt generell ab, der Rebbau aber zu. Ein Teil des fruchtbaren Bodens ist mit Ferienhäusern (1960 19, 1970 60 Häuser) überbaut.

## Bevölkerung

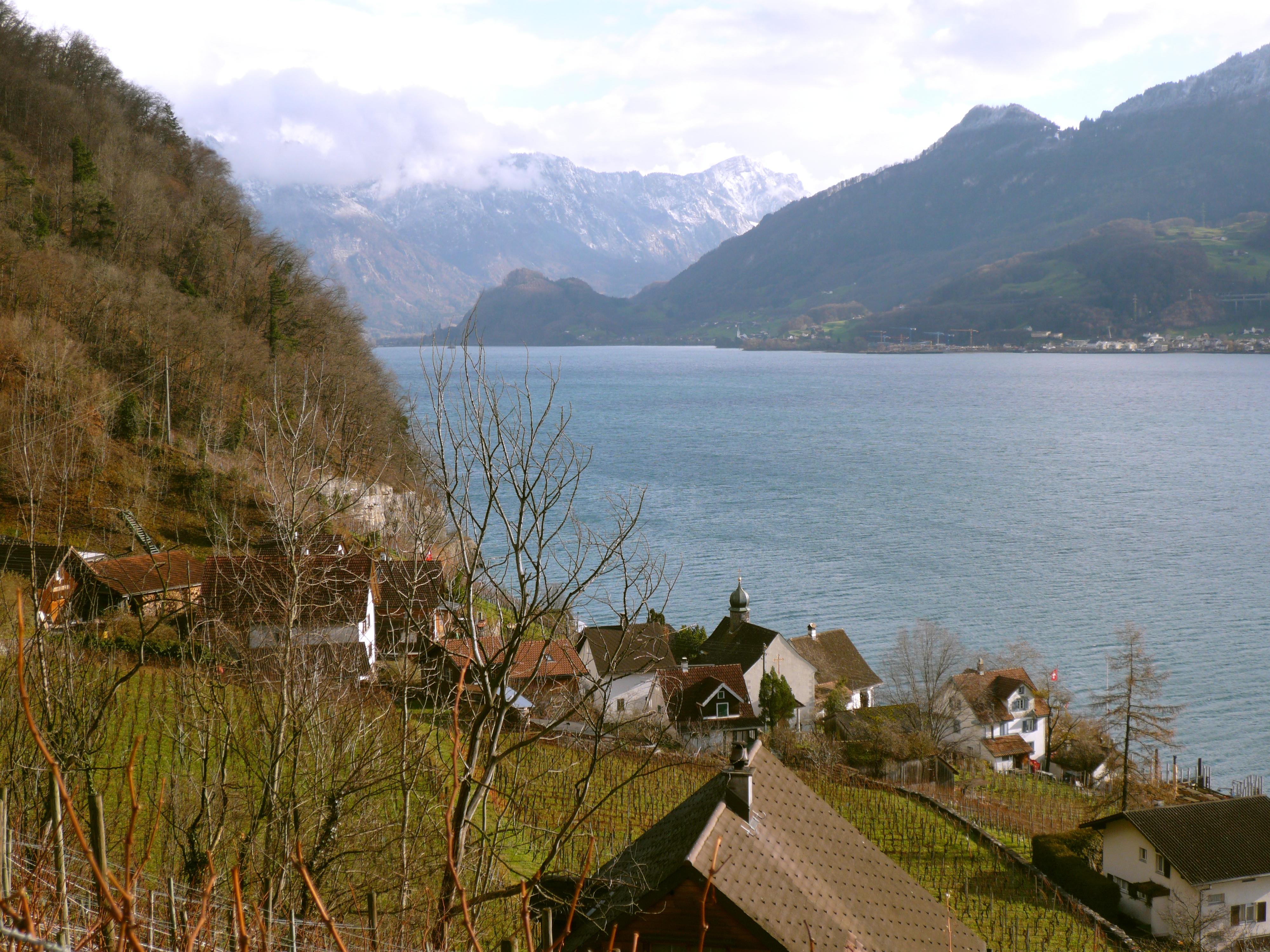
Quinten mit Walensee

| Jahr      | 1835  | 1986  | 2000  | 2016 | 2019  | 2023 |
| Einwohner | 171   | 31    | 56    | 41   | 38    | 47   |
| Quelle    | [ 3 ] | [ 3 ] | [ 3 ] |      | [ 1 ] |      |

## Klima
Quinten hat auf Grund seiner besonderen Lage an der Sonnenseite des Walensees und am Fusse der Churfirsten ein südländisches Klima mit einer Jahresmitteltemperatur von rund 12,0 °C, wo Weintrauben, Feigen, Kiwis und andere exotische Gewächse gedeihen. Auch verschiedene Palmenarten wachsen hier. Ausserdem leben viele geschützte Reptilien wie Mauereidechsen, Zauneidechsen, Schlingnatter, Ringelnatter und Äskulapnatter in diesem für die Tiere optimalen Habitat.
Die Einheimischen produzieren aus den vielen gewonnenen Früchten Wein, verschiedene Liköre und vieles mehr.
In den letzten Jahren wurde aufgrund der klimatisch günstigen Lage die Seidenzucht aufgenommen.

## Verkehr
Der Ort mit seinen beiden Anlegestellen in Quinten Au und Quinten-Dorf ist ganzjährig per Kursschiff von Murg aus erreichbar. Als autofreies Dorf ist Quinten ein beliebter Zwischen- und Endpunkt für Wanderungen.

## Persönlichkeiten
- Johann Melchior Kubli (* 1750; † 1835 in Quinten), Politiker und Gerichtsschreiber im Hexenprozess um Anna Göldi.